# Ivette de Huy
Sainte Ivette de Huy (également connue sous le nom de Juette), née à Huy (Principauté de Liège) en 1157 et décédée le 13 janvier 1228, était une veuve devenue recluse et mystique du XIIe siècle. Sa vie nous est connue grâce au chanoine prémontré Hugues de Floreffe. Elle est liturgiquement commémorée le 13 janvier.

## Biographie

### Jeunesse et mariage
Née dans une famille de la haute bourgeoisie – son père était administrateur des domaines de l’évêque de Liège dans la région de Huy – Ivette manifeste dès l’âge de 12 ans le désir de se vouer à Dieu. Malgré cela, et, selon une coutume répandue à l’époque, elle est donnée en mariage à l’âge de 13 ans sans pouvoir s'y opposer. 
Les sources nous parlent de sa vie conjugale comme d'une souffrance permanente pour Ivette. De se mariage naissent trois enfants dont un mort en bas âge. 

### Veuve et religieuse
Son mari meurt cinq ans plus tard. À 18 ans Ivette est veuve avec deux enfants.  Étant donné son âge, son père cherche à la remarier. Mais Ivette réussit à éviter cette voie et à entrer dans la vie religieuse. En effet malgré les tentatives de son père, proche de l’évêque de Liège, Raoul de Zähringen, d'utiliser l'influence épiscopale pour faire marier Ivette, l'évêque finit par prendre son parti et la laisser entrer dans la vie religieuse. 
Ivette se consacre alors à l’éducation de ses fils et à des œuvres de charité qui font sa renommée : pauvres, pèlerins et voyageurs affluent. Elle leur ouvre sa maison. Elle annonce bientôt qu’elle va quitter le monde. Elle prend des dispositions pour assurer l’avenir de ses enfants et se retire dans une léproserie mal entretenue à Statte, sur les hauteurs de la ville de Huy.

### Au service des lépreux
À Statte, Ivette se met au service des lépreux. Aspirant à s’unir au Christ souffrant, elle néglige toute précaution, disposée à être frappée de la lèpre, pour être ainsi mieux identifiée au Christ. 
Sa vie suscite l’admiration de ses contemporains. On vient la voir et lui demander conseil. On demande son intercession. Un groupe de fidèles et disciples se rassemble autour d’elle.
Vers 1191 son père décide d'entrer dans les Ordres. Il est veuf et se fait cistercien à l’abbaye de Villers-en-Brabant.  On se souvient de lui comme du bienheureux Otton de Villers.

### Recluse
Poussant encore plus loin la Pénitence, Ivette, à 34 ans, devient recluse. Toujours à Statte, elle s’enferme dans une cellule, dont elle ne sortira plus. Du haut de la colline, elle est considérée comme l’ange gardien de Huy. On lui attribue des dons mystiques : elle lit dans les consciences, dit-on.
Le nombre de ses disciples augmente et les aumônes affluent. Elle fait construire un hôpital, avec grande église, pour les lépreux. De sa cellule, elle en dirige la construction. 
Bien que recluse, elle ne perd pas le contact avec ses fils.  Le premier est entré à l’abbaye d'Orval dont il sera l’abbé. Le second, après plusieurs désaccords avec sa mère, deviendra moine cistercien, à l’abbaye de Trois-Fontaines.
Ivette meurt dans sa cellule le 13 janvier 1228 ; elle a 70 ans. Immédiatement, une grande vénération entoure sa mémoire et son corps. Un culte se développe. Hugues de Floreffe, un témoin contemporain, nous en a laissé un récit, qui est notre unique source sur sa vie. Elle est fêtée le 13 janvier.
Ivette est une personnalité emblématique d'un mouvement mystique féminin florissant au Moyen Âge aux côtés de Marie d'Oignies, Hildegarde de Bingen ou encore Ida de Nivelles et qui sera perçu avec quelque méfiance par les autorités ecclésiastiques. Après elle, au XIIIe siècle, viendront Marguerite Porete, Sybille de Gages (nl) et tant d'autres moins connues.